# Qualificazioni alla Coppa CEDEAO 1985
Sono elencate di seguito le date e i risultati per le qualificazioni alla Coppa CEDEAO 1985.

## Formula
5 membri CEDEAO: Senegal (come paese ospitante) e Costa d'Avorio (come detentore del titolo) sono qualificati direttamente alla fase finale. Rimangono 3 squadre per 1 posto disponibile per la fase finale: le qualificazioni si dividono in due turni.
- Primo Turno - 2 squadre, giocano playoff di andata e ritorno. La vincente accede al secondo turno.
- Secondo Turno - 2 squadre, giocano playoff di andata e ritorno. La vincente si qualifica alla fase finale.

## Primo Turno
| 7 aprile 1985 | Mali | 4 – 0 | Togo |  |

| 21 aprile 1985 | Togo | 3 – 0 | Mali |  |

Mali qualificato al secondo turno.

## Secondo Turno
| 11 agosto 1985 | Guinea | 1 – 1 | Mali |  |

| 15 agosto 1985                               | Mali                 | 1 – 1 | Guinea |  |
| \| \| \| \| \| \| Tiri di rigore 2 – 4 \| \| |                      |       |        |  |
|                                              |                      |       |        |  |
|                                              | Tiri di rigore 2 – 4 |       |        |  |

Guinea qualificato alla fase finale.